# Орлов (діамант)

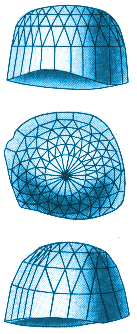
Малюнок алмазу «Орлов» з книги «Precious Stones» Макса Бауера, публікація 1904

Орло́в — один з найбільших алмазів світу. Знайдений у Індії наприкінці XVII ст. - на початку XVIII ст. До огранки мав близько 400 карат, після огранки - 189,62 карат.
Куплений в Амстердамі у вірменського або перського купця за 400 тисяч флоринів графом Г. Г. Орловим і в 1773 подарований ним Катерині II. Така офіційна версія. Але в дійсності граф Орлов не купував цього діаманту, гроші за нього віддала сама Катерина II з державної казни. Але щоб відвести від себе підозри у вільному використанні державних коштів нею була придумана ціла історія і камінь одержав назву Орлова.
Ранню історію «Орлова» пов'язують з Індією. Найпопулярніша історія про те, що його вивіз близько 1750 року в Мадрас з храму в Серингапатамі британський солдат. Більш імовірно, що «Орлов» одержаний шляхом переогранки алмазу «Великий Могол». Останній, швидше за все був вивезений Надер Шахом в Персію в 1739 .

## Інша версія попередньої історії діаманту
Правдоподібно діамант був знайдений в Індії на початку 17-го століття і важив перед огранкою близько чотирьохсот карат, тобто приблизно 80 г. Після огранки важив сто дев'яносто чотири карати. Діамант був надзвичайно чистий і прозорий, зеленувато-синього кольору. Протягом століття він служив оком статуї якогось індійського бога і називався "Море світла" (Derianur), другим оком бога був діамант під назвою "Гора світла" (Kohinur), напевно найстаріший з відомих в історії діамантів.
На початку 18-го століття на перський трон зійшов Надер Шах, надзвичайно войовничий володар. У 1739 він вдерся зі своїм військом на територію Індії і у вирішальній битві розбив армію Великого Могола, який мусив відкрити браму Делі переможцю. Місто було пограбоване перськими вояками і обидва ока статуї стали здобиччю якогось щасливого грабіжника. Однак на зворотному шляху додому перед переправою через річку Чинаб кожен з вояків був підданий ретельному обшуку. В результаті "Море світла" опинився в руках Надер Шаха, який і назвав його "Великий Могол". Та недовго він тішився цією прикрасою свого трону. В результаті заколоту Надер Шах був вбитий власним охоронцем і в замішанні діамант безслідно зник. Аж у 1773 р. він несподівано об'явився на діамантовому торзі в Амстердамі, після чого почалася його певніша історія.